# Antigone (Honegger)
Antigone és una òpera en tres actes composta entre 1924 i 1927 per Arthur Honegger sobre un llibret de Jean Cocteau basat en Antígona de Sòfocles. El tercer treball operístic del compositor després de Le Roi David i Judith, es va estrenar al Théâtre de la Monnaie de Brussel·les el 28 de desembre de 1927. L'obra es va rebre fredament per la crítica i avui dia s'interpreta molt poc.
Antigone es va interpretar per primera vegada al Théâtre de l'Atelier de París el 20 de desembre de 1922 amb decorats de Pablo Picasso i vestuari de Coco Chanel i música incidental de Honegger.